# David J. Baker
David J. Baker (East Haddam, 1792. szeptember 7. – Alton, 1869. augusztus 6.) az Amerikai Egyesült Államok szenátora (Illinois, 1830).